# Neuweiler (Plüderhausen)
Neuweiler ist ein abgegangener mittelalterlicher Weiler westlich der Gemeinde Plüderhausen im baden-württembergischen Rems-Murr-Kreis. Über die Geschichte der Wüstung ist nicht mehr viel bekannt.

## Lage und Geschichte
Neuweiler befand sich an der Stelle des heutigen Neuweilerhofs und gehörte dem Kloster Lorch.
Im Jahre 1498 verlieh Abt Georg von Lorch das Klosterlehen Neuweiler an Bartholomäus Köllin aus dem benachbarten Urbach. Wahrscheinlich war Neuweiler zu dieser Zeit schon wüst.